# NGC 4146
NGC 4146 este o galaxie seyfert de tip 2⁠(d) situată în constelația Părul Berenicei. A fost descoperită în 6 aprilie 1785 de către William Herschel. Se află la o distanță de 93,96 de megaparseci de Pământ.